# Logienquelle Q

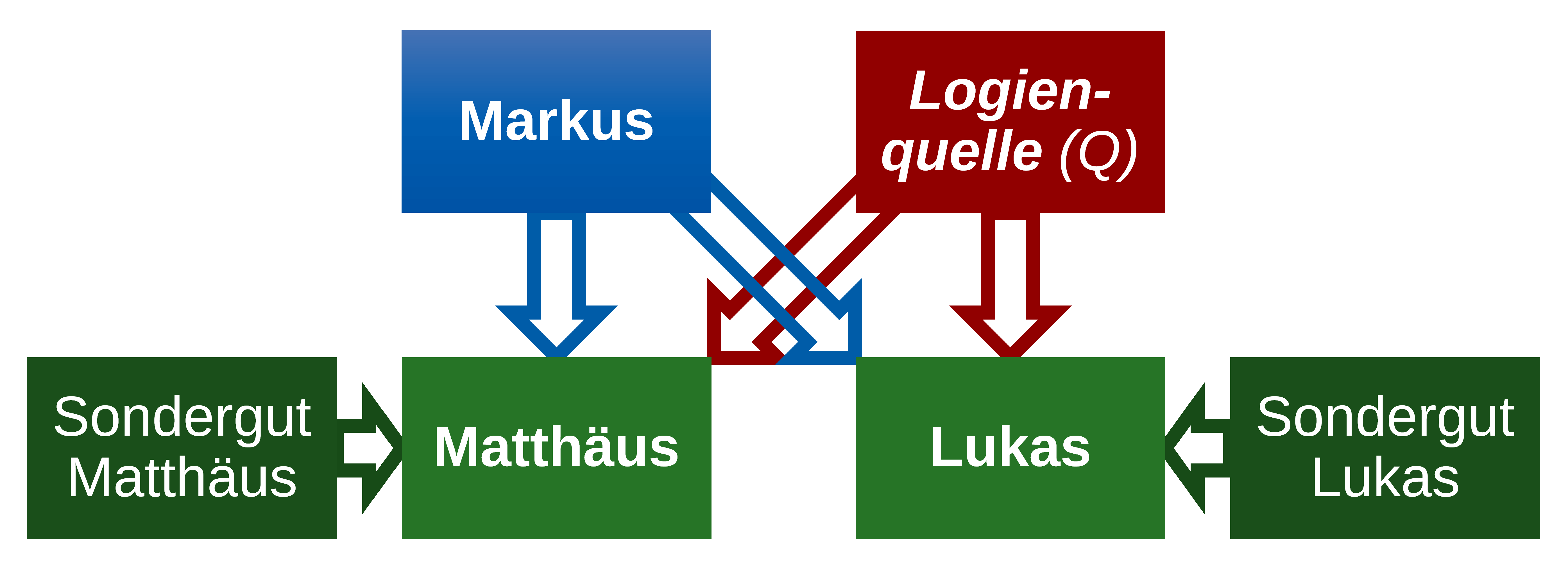
Den beiden jüngeren Evangelien, dem Matthäus- (80er Jahre) und dem Lukasevangelium (70er Jahre), soll das Markusevangelium (60er Jahre) und die Logienquelle vorgelegen haben.

Als Logienquelle Q (zu altgriechisch τὸ λόγιον to logion, deutsch ‚Spruch‘), auch Redequelle, Spruchquelle oder kurz Q für „Quelle“, wird ein hypothetischer Text bezeichnet, der gemäß der Zweiquellentheorie den Autoren des Matthäus- und des Lukasevangeliums neben dem Markusevangelium als zweite Quelle vorgelegen haben soll. Dieser Text in griechischer Sprache habe, so die Annahme, vor allem sogenannte Logien, Aussprüche Jesu aus dem Umfeld judenchristlicher Wanderprediger oder „Dorfschreiber“ in und um Galiläa enthalten. Es sind keine eigenständigen Abschriften oder auch nur Teil-Abschriften von Q bekannt.

## Ansatz
Die Zweiquellen-Theorie besagt, dass das Evangelium nach Markus (Markus-Priorität) das älteste der drei synoptischen Evangelien ist und vom Evangelium nach Matthäus und Evangelium nach Lukas als erste Quelle benutzt worden sei. Als zweite Quelle sei die erwähnte Rede- oder Spruchquelle oder kurz Quelle Q benutzt worden. Mit anderen Worten, die erste Quelle ist das Markusevangelium, die zweite Quelle ist eine aus den Evangelien des Matthäus und Lukas rekonstruierte Spruchsammlung, eben die Logienquelle Q.

## Diskussion
Gestützt wird die Hypothese dadurch, dass die Vorgeschichten von Matthäus und Lukas weit auseinandergehen und sich genau dort treffen, wo Markus mit dem Bericht über Johannes den Täufer einsetzt. Von den drei synoptischen Evangelien ist mit insgesamt 661 Versen das Evangelium nach Markus das kürzeste, dann kommt das Evangelium nach Matthäus mit 1068 und Evangelium nach Lukas mit 1149 Versen. Auffallend ist, dass von den 661 Markus-Versen 660 bei Matthäus und 350 bei Lukas vorhanden sind. Daneben finden sich bei Matthäus und Lukas weitere 235 parallele Verse. So wird heute (Stand 2019) diskutiert, ob Q noch vor dem Evangelium nach Markus entstanden und der dort verarbeitete Text zumindest in seinen Anfängen in Galiläa zusammengestellt worden ist. Daneben haben Matthäus noch 233 und Lukas 564 Verse, die sich nur bei ihnen finden (Sondergut). Hinzu kommen die Doppelüberlieferungen, das sind Texte, die sowohl bei Lukas, als auch bei Matthäus aufzufinden sind, aber bei beiden in einer voneinander abweichenden Form niedergeschrieben wurden. Hieraus wurde die Hypothese aufgestellt, dass die jeweiligen Evangelisten in diesem Fall auf unterschiedliche Text-Traditionen zurückgegriffen haben. Die gleiche Begebenheit wurde somit auf verschiedenen Wegen tradiert. Sie hat sich dabei verändert und lag dem jeweiligen Evangelisten dementsprechend in einer eigenen Form vor. Dubletten hingegen sind Texte, die ein und derselbe Evangelist zweimal in seinem Evangelien-Text anführt.

## Wissenschaftshistorie
Friedrich Schleiermacher folgerte in Ueber die Zeugnisse des Papias von unsern beiden ersten Evangelien (1832) als erster aus der Papiasnotiz, dass es eine aramäische Spruchsammlung als Ursprungsquelle des Evangeliums nach Matthäus gegeben haben müsste. Der Leipziger Philosoph Christian Hermann Weisse vermutete 1838 als Erster, dass Matthäus und Lukas in den Abschnitten, in denen sie übereinstimmen, aber nicht von Markus abhängen, eine gemeinsame zweite Quelle neben dem Markusevangelium benutzt haben. Die Abkürzung „Q“ begegnet erstmals 1890 bei Johannes Weiß, wurde aber programmatisch im Jahre 1899 von Paul Wernle eingeführt. J. Weiß baute seine Vermutungen auf die Analysen des Germanisten und klassischen Philologen Karl Lachmann auf, der das Evangelium nach Markus als das Ältere ansah.
Heinrich Holtzmann übernahm in seinem Werk Die synoptischen Evangelien. Ihr Ursprung und ihr geschichtlicher Charakter (1863) methodisch die von Christian Gottlob Wilke und Christian Hermann Weisse entwickelte Zweiquellentheorie. Er verhalf dieser Theorie zum wissenschaftlichen Durchbruch. Holtzmann ging vom Lukasprolog (Lk 1,1–4 ) aus und nahm die Existenz mehrerer Quellenschriften als lukanische Vorlage an. Zu den Vorlagen rechnete er das Markus- sowie das Matthäusevangelium, welche nach seiner Ansicht Lukas zwar bekannt waren, von ihm aber nicht oder aber nur in sehr eingeschränktem Maße, als Quellen benutzt wurden. Lukas habe, wie seine Vorgänger, auf die Paradosis (von altgriechisch παράδοσις paradosis, deutsch ‚Überlieferung‘) der Augenzeugen zurückgegriffen (Lk 1,2 ). Zu dieser gehörten, so Holzmann, die beiden Quellenschriften A („Urmarkus“) und K („Logienquelle“).
Die Logienquelle wurde von dem protestantischen Theologen und Kirchenhistoriker Adolf von Harnack 1907 erstmals vollständig rekonstruiert veröffentlicht; weitere Rekonstruktionsversuche folgten, bis schließlich ab 1989 bzw. 1993 ein internationales Wissenschaftler-Team um James M. Robinson, Paul Hoffmann und John S. Kloppenborg das so genannte Internationale Q-Projekt (IQP) begründete. Dabei stützte man sich hauptsächlich auf die gemeinsamen Textpassagen von Matthäus und Lukas, die nicht in Markus vorkommen. In der kritischen Ausgabe des rekonstruierten Textes aus dem Jahr 2000 (siehe unten: Rekonstruktionen), die von dem Wissenschafts-Team um James M. Robinson erstellt worden war, wurden „auch Doppelüberlieferungen und Dubletten sowie Parallelen“ (Markus Tiwald) aus dem Evangelium nach Markus sowie dem Thomasevangelium, gelegentlich auch Parallelen aus der Septuaginta für Q herangezogen.
In der gegenwärtigen Erforschung des rekonstruierten Logienquellen-Textes selbst werden besonders mit der so genannten Literarkritik, wie auch den Methodenschritten der historisch-kritischen Methode wie der Formkritik, zum Beispiel verschiedene Wachstumsringe (Markus Tiwald) der Logienquelle erörtert, da anscheinend Kernsprüche (Tiwald), spätere Kommentar-Ergänzungen dazu und noch spätere Arrangements zu inhaltlichen Einheiten erkennbar sind.
Daraus hat zum Beispiel John S. Kloppenborg die These entwickelt, es gebe drei eigenständige schriftliche Entwicklungsstufen von Q. Während Kloppenborg entlang formgeschichtlicher Kriterien (Formkritik) zu dieser Einschätzung der Entwicklungsgeschichte der Logienquelle kommt, betrachtet die so genannte Oral Performance, ein weiteres Modell, die Logienquelle als Resultat eines kontinuierlichen mündlichen Prozesses, bei dem die fortlaufende mündliche Überlieferung auch einen schon (teilweise) schriftlich fixierten Logientext weiterhin verändert.
Sowohl Kloppenborg als auch Burton L. Mack unterteilen die Logienquelle in drei weitere Schichten:
- die früheste Schicht, Q1 genannt, bestünde aus Sprüchen die Jesus zuzuschreiben seien und die direkt an seine Zuhörer adressiert waren. Ihr Bestandteil sind die sechs Weisheitsreden Jesu.[9] Die Diktion der verschriftlichen Ansprachen gemahnt an Instruktionen einer Zuhörerschaft, einer Gemeinde. Q1 gibt einer ‚radikalen Ethik‘ Ausdruck. So sind die wichtigsten Lehren die, in Armut zu leben, zu geben, ohne eine Gegenleistung zu erwarten, seine Feinde zu lieben, nicht zu richten und sich nicht zu sorgen, denn Gott wird geben, was benötigt wird.
- die nächste Schicht, Q2 umfasst den Hauptteil des Dokuments. In ihm steht das prophetisch-apokalyptische Material im krassen Gegensatz zu den Intentionen von Q1. In dieser Schicht wird die Gestalt des Johannes eingeführt (wobei er im Q-Dokument nicht als Täufer charakterisiert wird), im Mittelpunkt stehen eschatologische Thema etwa des Gerichts am Ende der Zeit und auch andere Gruppierungen, etwa die Pharisäer und Schriftgelehrten werden kritisiert.
- Die letzte Schicht, Q3, ist dürftig und Mack vermutet, dass es sich um eine (weitere) Ergänzung handelt, die nach dem römisch-jüdischen Krieg von 66–73 n. Chr. geschrieben worden war. Es findet sich eine Ergänzung des Spruchevangeliums durch die Einfügung eines biografischen Teils mit der Versuchung Jesu.

Ein drittes Modell zur Entstehungsgeschichte bietet die so genannte Kompositionsgeschichte, ein konstruktives Modell entlang der Vorstellung eines organischen Wachstumsprozesses, bei dem vier Stufen unterschieden werden.

## Das Internationale Q-Projekt
James McConkey Robinson und John S. Kloppenborg gründeten im Jahre 1989 das Internationale Q-Projekt (IQP, englisch International Q Project), um eine detaillierte und linguistisch begründete Standardrekonstruktion des Spruchevangeliums herzustellen. Eine Vielzahl von Experten konnten für das Projekt gewonnen werden: Im Jahre 1992 arbeitete ein Team daran, eine möglichst zuverlässige Rekonstruktion des Textes zu erstellen. In den Jahren 1990 bis 1995 und 1997 wurde in der Zeitschrift Journal of Biblical Literature vom IQP der rekonstruierte griechische Text veröffentlicht. Seither wird an einer kritischen Ausgabe des griechischen Textes von „Q“ gearbeitet.

## Umfang und Inhalt

Statistische Angaben: A. M. Honoré, 1968

Das Markusevangelium ist fast vollständig in das Matthäus- und das Lukasevangelium übernommen worden. Daneben gibt es Teile, die jeweils ausschließlich bei Matthäus oder Lukas zu finden sind, also dem Sondergut dieser Autoren entstammen. Außerdem benutzten Matthäus und Lukas offenbar eine gemeinsame Quelle, die Markus unbekannt war und hauptsächlich Sprüche Jesu überliefert; das ist die so genannte Redequelle oder Logienquelle „Q“. Auf diese Quelle kann unter Zugrundelegung der Zwei-Quellen-Theorie aus den Übereinstimmungen zwischen Matthäus und Lukas geschlossen werden, welche nicht dem Markusevangelium entstammen. Betrachtet man nämlich Matthäus, Lukas und Markus nebeneinander so lässt sich zeigen, dass Matthäus und Lukas von Markus gewissermaßen das Erzählgerüst übernommen haben, um das herum sie dann noch weitere Texte angeordnet haben. Vergleicht man nun die Texte, so kann man vor allem Reden Jesu finden, welche Matthäus und Lukas über Markus hinaus gemeinsam haben. Hieraus wurde geschlussfolgert, dass diese beiden Evangelisten neben Markus eine weitere gemeinsame Quelle zur Verfügung hatten.
Als Entstehungszeit der Logienquelle werden beispielsweise die 40er Jahre bis hin etwa zum Jahr 70 des ersten Jahrhunderts n. Chr. postuliert. Meist wird als Entstehungsraum der Logien vor allem das ländliche Galiläa und zudem unmittelbar umliegende Gebiete angenommen. Als Personenkreis, der die mündlichen Überlieferungen von Jesus-Aussprüchen der so genannten „Jesus-Bewegung“ als einer der drei bedeutenden Bewegungen des sich bildenden Christentums, neben Jerusalem und Antiochia, schriftlich fixierte, werden vielfach Wanderprediger bzw. „Wanderradikale“ und „Dorfschreiber“ vermutet.
In der Logienquelle findet sich gemäß Rekonstruktion kein Passions- oder Auferstehungsbericht (wie auch im Thomasevangelium). Es handelt sich mit wenigen Ausnahmen (zum Beispiel Q 7,1–10) um Worte und Aussprüche Jesu, der in der Logienquelle vor allem als Menschensohn tituliert wird.
Bedeutsam wurde die Logienquelle bzw. die dahinter stehende „Jesus-Bewegung“ in und um Galiläa dadurch, dass die Logienquelle eine entscheidende Überlieferung darstellt, die bei der Entstehung der kanonischen vier Evangelien vor allem im Evangelium nach Lukas und Evangelium nach Matthäus stark rezipiert wurde. Und dies wiederum wohl besonders wegen der in der Logienquelle formulierten „Lebens- und Verkündigungsgeschichte“ Jesu (Udo Schnelle), da die Entstehung der schriftlich niedergelegten Evangelien selbst anscheinend besonders durch den Umstand, dass zwischen 60 und 70 n. Chr. die Augen- und Erscheinungszeugen Jesu wie auch die missionierenden Apostel verstarben, notwendig und gefördert wurde.

## Überlieferungsgeschichtliche Überlegungen
Die Logienquelle ist aus der Antike nicht als eigenständige Schrift überliefert. Vertreter der Logienquelle erklären sich dies beispielsweise damit, dass sie ihre Bedeutung als eigenständige Schrift schon früh verloren habe, nachdem sie in das Matthäus- und Lukasevangelium eingegangen sei. So sei „eine weitere eigenständige Tradierung der Logienquelle“ (Markus Tiwald) nicht mehr notwendig gewesen, weil die Träger-Gemeinden in und um Galiläa in Folge des Jüdischen Krieges (66–70 n. Chr.) vielfach ihre Heimat verloren hätten. Teilweise seien diese Träger-Gemeinden nachfolgend in den theologisch verwandten und räumlich nördlich an Galiläa anschließenden Trägergemeinden des Matthäus-Evangelium aufgegangen. Der Autor des Matthäus-Evangeliums hat nach dieser Einschätzung entsprechend die überkommene Logienquelle theologisch weiterentwickelt und aktualisiert.
Q-Kritiker sehen den Grund schlicht darin, dass es keine solche Quelle gab. Allerdings ist die Mehrheit der antiken Schriften sowieso verloren gegangen. Sie konnten dafür vielfach aus anderen überlieferten Schriften philologisch rekonstruiert werden, wie dies auch bei der Logienquelle geschehen ist.

## Logienquelle Q und Jesu Worte
Aufgrund von sprachanalytischen Untersuchungen ließ sich feststellen, dass manche der Satzkonstruktionen in „Q“ nur in der altgriechischen Sprache, nicht aber in der in Galiläa verbreiteten aramäischen Sprache möglich waren. Das spräche gegen eine aramäische Grundfassung von „Q“ und damit wohl gegen eine direkte wörtliche Überlieferung von Worten Jesu, dessen Muttersprache wahrscheinlich das Aramäische war.

## Kritik
Dennoch ist die Zweiquellen-Theorie (Synoptisches Problem) umstritten. Ferner werden gegen die Zwei-Quellen-Theorie vor allem drei Sachverhalte geltend gemacht:
- das Problem des Markus-Sondergutes,
- das Problem der „lukanischen Lücke“ und
- das Problem der „minor agreements“.[26][27]

## Entstehung, Ursprung, Hypothesen
Die Logienquelle Q entstand wahrscheinlich für den katechetischen Gebrauch in den frühchristlichen Gemeinden. Als Abfassungsraum wird die Region Syria Palaestina/Syria angenommen. Die Entstehungszeit liegt zwischen 40 und 60 n. Chr. Ob der bzw. die Texte in Aramäisch oder Griechisch abgefasst worden sind, bleibt strittig. Hinsichtlich des Entstehungsprozesses der Logienquelle Q gibt es unterschiedliche Hypothesen bzw. Modelle. Dieter Lührmann (1969) unterscheidet eine ältere Q-Überlieferung, bestimmt durch die Menschensohn-Christologie und der Naherwartung und den jüngeren Texten, in denen die Themen um die Parusieverzögerung und den weisheitlichen Elementen dominant sind. Siegfried Schulz unterscheidet in traditionsgeschichtlicher Weise zwischen einem jüngeren palästinisch-judenchristlichen Text und einem hellenistisch-judenchristlichen Text aus den Q-Gemeinden in Syrien. Der kanadische Religionswissenschaftler John S. Kloppenborg erklärt die Entstehungssituation mit einem ‚Drei-Schichten-Modell‘. Dabei konstituieren die „Weisheitsreden“ die älteste Textschicht, dann folgen die „Gerichtsankündigung gegen Israel“ (so etwa die Täuferpredigt, der Hauptmann von Kafarnaum) und die dritte und letzte Textschicht die „Versuchungsgeschichte“. Migaku Sato (1988) differenziert zwei größere redaktionelle Blöcke, welche die vorgegebenen Spruchgruppen und -sammlungen kompilierten und zu literarischen Einheiten zusammenfügten. So umfasse die ‚Redaktion A‘ den „Johannes-Komplex“ (Lk 3,2 -Q bis Lk 7,35 -Q), die Redaktion-B des „Aussendungskomplex“ (Lk 9,57 -Q bis Lk 10,24 -Q) und die ‚Redaktion C‘ mit der „Gerichtsansage gegenüber Israel“.

## Inhaltliche Rekonstruktionen
Die Gliederung der Loqienquelle Q ist im Anschluss an die Rekonstruktion und Übersetzung von Paul Hoffmann und Christoph Heil (2002) wiedergegeben. Weitere Darstellungen hinsichtlich des Umfangs und der Gliederung der Logienquelle Q sind gegeben. Die Inhaltsübersichten zeigen, dass die Logienquelle Q überwiegend Redestoff Jesu und nur wenige Erzählungen enthält. Zu letzteren zählen etwa die Versuchung Jesu und der Hauptmann von Kafarnaum. Die Passionsgeschichte sowie die Auferstehungsgeschichte Jesu Christi fehlen, was dazu führte, die Logienquelle Q als ein unvollständiges Evangelium anzusehen.
| Gliederung der rekonstruierten Logienquelle Q       |                  |
| --------------------------------------------------- | ---------------- |
| I. Johannes der Täufer und Jesus                    | Q 3,2–7,35       |
| 1. Die Botschaft des Johannes                       | Q 3,2b–17        |
| 2. Taufe und Bewährung Jesu                         | Q 3,21f.; 4,1–13 |
| 3. Jesu programmatische Rede                        | Q 4,16; 6,20–49  |
| 4. Der Glaube eines Heiden an Jesu Wort             | Q 7,1–10         |
| 5. Johannes, Jesus, und die Kinder der Weisheit     | Q 7,18–35        |
| II. Die Boten des Menschensohns                     | Q 9,57–11,13     |
| 1. Radikale Nachfolge                               | Q 9,57–60        |
| 2. Missionsinstruktion                              | Q 10,2–16        |
| 3. Das Geheimnis des Sohnes                         | Q 10,21–24       |
| 4. Das Gebet der Jünger                             | Q 11,2b–4.9–13   |
| III. Jesus im Konflikt mit dieser Generation        | Q 11,14–52       |
| 1. Zurückweisung des Beelzebulvorwurfs              | Q 11,14-26       |
| 2. Die Ablehnung der Zeichenforderung               | Q 11,16.29–35    |
| 3. Androhung des Gerichts                           | Q 11,39–52       |
| IV. Die Jünger in Erwartung des Menschensohns       | Q 12,2–13,21     |
| 1. Bekenntnis zu Jesus ohne Furcht                  | Q 12,2–12        |
| 2. Sucht die Königsherrschaft Gottes                | Q 12,33f.22b–31  |
| 3. Das unerwartete Kommen des Menschensohns         | Q 12,39.46.49–59 |
| 4. Zwei Gleichnisse von der Königsherrschaft Gottes | Q 13,18–21       |
| V. Die Krisis Israels                               | Q 13,24–14,23    |
| VI. Die Jünger in der Nachfolge Jesu                | Q 14,26–17,21    |
| VII. Das Ende                                       | Q 17,23–22,30    |
| 1. Der Tag des Menschensohns                        | Q 17,23–37       |
| 2. Das Gleichnis vom anvertrauten Geld              | Q 19,12–26       |
| 3. Ihr werdet die zwölf Stämme Israels richten      | Q 22,28.30       |

## Rückübersetzung ins Aramäische
Der Theologe und Aramaist Günther Schwarz nahm an, dass die Quelle Q ursprünglich eine Sammlung aramäischer Johannes- und Jesusworte gewesen sei. Er verfolgte daher den Ansatz, die der Quelle Q zugeordneten Texte ins Aramäische, die mutmaßliche Umgangssprache Jesu, zurückzuübersetzen. Seine weitreichenden Schlussfolgerungen werden allerdings weder in der Bibelexegese noch in der Bibelphilologie besonders rezipiert.